# Municipio de Chalcatongo de Hidalgo
El Municipio de Chalcatongo de Hidalgo es uno de los 570 municipios en que se encuentra dividido el estado mexicano de Oaxaca. Este municipio se encuentra a  59 kilómetros del lado sureste de la cabecera del distrito de Tlaxiaco y a su vez a 243 kilómetros de distancia de la capital del estado, la ciudad de Oaxaca.
El nombre de Chalcatongo de Hidalgo proviene de la lengua mixteca y se traduce al español como "pueblo que abunda".
La mayor parte del territorio de Chalcatongo de Hidalgo consiste en cadenas montañosas y algunos cerros de gran altura que superan los 2,600 metros sobre el nivel del mar; algunos de estos cerros son: Yuku Sutu, Yuku Kuan, Yuku Iñu y Yuku Chayu entre otros. 
Entre los lugares más importantes de este municipio está el área denominada "Ciénega" donde se encuentran varios pozos de agua, siendo el más grande el pozo "Minija'a" que abastece de agua al centro de la población.
El clima en Chalcatongo de Hidalgo es mayormente frío seco. Esto propicia un ambiente óptimo para el hábitat de flora y fauna tales como: pino ocote, encino, fresnos, árboles frutales de durazno, pera, manzana, entre otros. Dentro de la fauna se encuentran animales salvajes como el halcón, gavilán, golondrinas, tlacuaches, y venados.